# Palpomyia atricoxa
Palpomyia atricoxa är en tvåvingeart som beskrevs av Jean-Jacques Kieffer 1919. Palpomyia atricoxa ingår i släktet Palpomyia och familjen svidknott. Inga underarter finns listade i Catalogue of Life.